# Misato (Miyazaki)

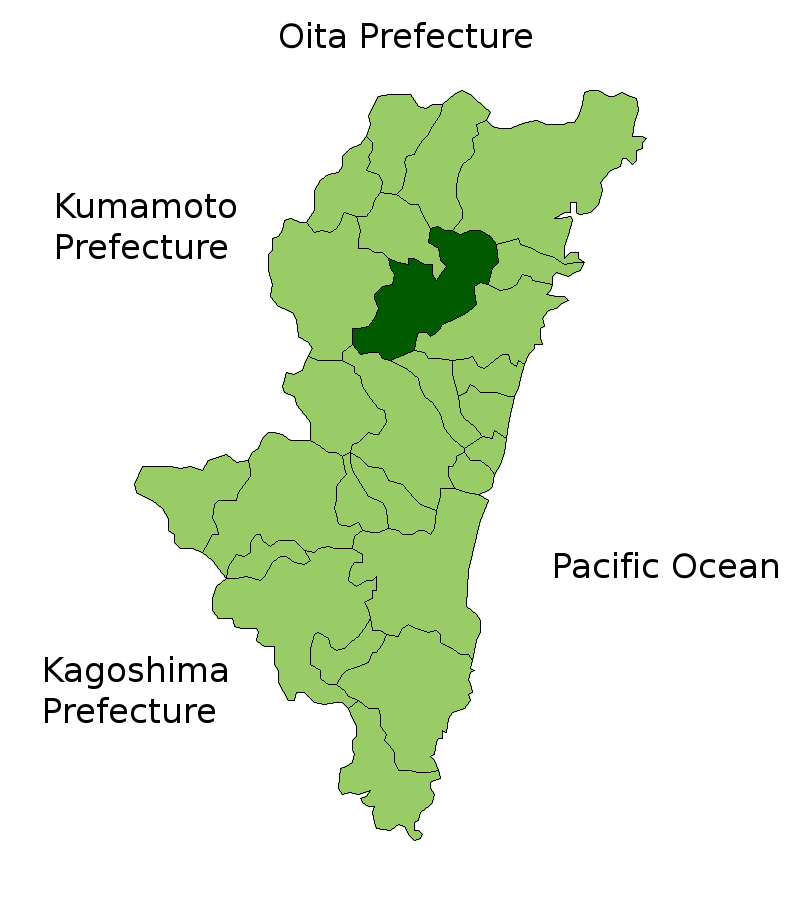
Misato dans la préfecture de Miyazaki.

Pour les articles homonymes, voir Misato.
Misato (美郷町, Misato-chō) est un bourg du district de Higashiusuki (préfecture de Miyazaki), au Japon.

## Géographie

### Démographie
Le 1er avril 2008, Misato comptait 6 397 habitants répartis sur une superficie de 448,72 km2 (densité de population d'environ 14 hab./km2).

## Histoire
Le bourg de Misato a été fondé le 1er janvier 2006 par la fusion des municipalités voisines de Kitagō, Nangō et Saigō.